# Michaela Prosan
Michaela Prosan (n. 29 februarie 1992, Slobozia) este o actriță română de teatru și film.

## Biografie
Michaela Prosan s-a născut în anul 1992, în Slobozia . A urmat cursurile Liceului de Arte Ionel Perlea din Slobozia, pentru ca mai apoi să absolve Universitatea Națională de Artă Teatrală și Cinematografică „Ion Luca Caragiale” din București, la clasa profesorului Florin Zamfirescu.

## Cariera
Primul rol de anvergură al Michaelei Prosan în teatru a fost în 2014, când a interpretat-o pe Mona în spectacolul Steaua fără nume de Mihail Sebastian. Piesa s-a jucat pe scena Teatrului Elisabeta din București . A mai jucat în piese de teatru precum  Biloxi Blues de Neil Simon (Teatrul Național București) ,  Servieta de doc de Mihail Zoscenco (Teatrul Tineretului), Rinocerii de Eugen Ionesco ( Teatrul Tineretului), Mizantropul de Molière ( Teatrul Clasic Ioan Slavici). 
În 2014, Michaela Prosan a apărut în scurt metrajul „This Thing Called Love”. În 2016, a interpretat-o pe Izzy în Escape VR, primul film de ficțiune VR românesc. 
Din ianuarie 2018 și până în decembrie 2020, ea a jucat în serialele Fructul oprit și Sacrificiul, la Antena 1.
Din 2024, Michaela Prosan face parte din distribuția serialului Iubire cu parfum de lavandă, difuzat pe Antena 1.

## Activitate artistică

### Actor de scenă
| An        | Titlu            | Rol                 | Note                        |
| --------- | ---------------- | ------------------- | --------------------------- |
| 2012      | Biloxi Blues     | fata                | Teatrul Național București  |
| 2014-2016 | Steaua fără nume | Mona                | Teatrul Elisabeta           |
| 2014      | Servieta de doc  | Sofocica Krutetkaia | Teatrul Tineretului         |
| 2014      | Rinocerii        | Daisy               | Teatrul Tineretului         |
| 2019      | Mizantropul      | Célimène            | Teatrul Clasic Ioan Slavici |

### Filmografie
| An           | Titlu                       | Rol                            | Note         |
| ------------ | --------------------------- | ------------------------------ | ------------ |
| 2014         | This Thing Called Love      |                                |              |
| 2016         | Escape VR                   | Izzy                           |              |
| 2018-19      | Fructul oprit               | Sonia Baicu Popovici / Caragea | protagonistă |
| 2019-20      | Sacrificiul                 | Lili Ionescu                   | antagonistă  |
| 2024-prezent | Iubire cu parfum de lavandă | Anda Moraru                    | protagonistă |